# Apobletes marginicollis
Apobletes marginicollis är en skalbaggsart som beskrevs av Lewis 1888. Apobletes marginicollis ingår i släktet Apobletes och familjen stumpbaggar. Inga underarter finns listade i Catalogue of Life.